# Diócesis de Sobral
La diócesis de Sobral (en latín: Dioecesis Sobralensis y en portugués: Diocese de Sobral) es una circunscripción eclesiástica de la Iglesia católica en Brasil. Se trata de una diócesis latina, sufragánea de la arquidiócesis de Fortaleza, que tiene al obispo José Luiz Gomes de Vasconcelos como su ordinario desde el 8 de julio de 2015.

## Territorio y organización

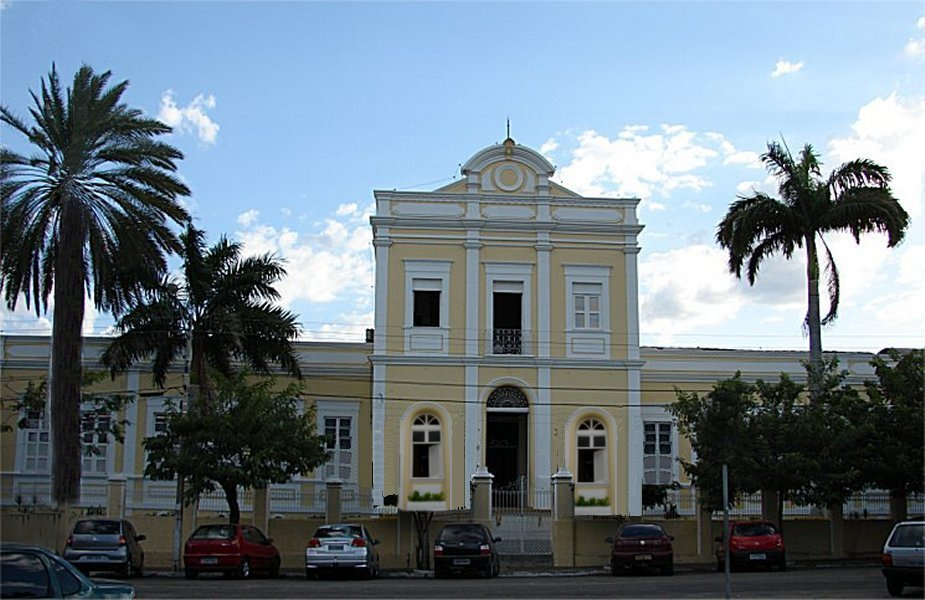
Fachiada de la Santa Casa de Misericórdia de Sobral

La diócesis tiene 17 635 km² y extiende su jurisdicción sobre los fieles católicos de rito latino residentes en 30 municipios del estado de Ceará: Acaraú, Alcântaras, Bela Cruz, Cariré, Catunda, Coreaú, Cruz, Forquilha, Frecheirinha, Groaíras, Hidrolândia, Ipu, Jijoca de Jericoacoara, Marco, Martinópole, Massapê, Meruoca, Moraújo, Morrinhos, Mucambo, Pacujá, Pacujá, Pires Ferreira, Reriutaba, Santa Quitéria, Santana do Acaraú, Senador Sá, Sobral, Uruoca y Varjota.
La sede de la diócesis se encuentra en la ciudad de Sobral, en donde se halla la Catedral de la Inmaculada Concepción.
En 2020 en la diócesis existían 44 parroquias agrupadas en 4 zonas pastorales: Sede, Araras, Vale do Coreaú y Vale do Acaraú.

## Historia
La diócesis fue erigida el 10 de noviembre de 1915, mediante la bula Catholicae Religionis Bonum del papa Benedicto XV, obteniendo su territorio de la diócesis de Ceará, que al mismo tiempo fue elevada al rango de arquidiócesis metropolitana y tomó el nombre de arquidiócesis de Fortaleza.
El 23 de septiembre de 1963 cedió una parte de su territorio para la erección de la diócesis de Crateús mediante la bula Pro apostolico del papa Pablo VI.
El 13 de marzo de 1971 cedió otras porciones de territorio para la erección de las diócesis de Itapipoca y Tianguá mediante la bula Qui summopere del papa Pablo VI.

## Estadísticas
De acuerdo al Anuario Pontificio 2021 la diócesis tenía a fines de 2020 un total de 855 400 fieles bautizados.
| Año                                                                             | Población            | Población | Población      | Sacerdotes | Sacerdotes    | Sacerdotes    | Bautizados por sacerdote | Diáconos permanentes | Religiosos | Religiosos | Parroquias |
| Año                                                                             | Bautizados católicos | Total     | % de católicos | Total      | Clero secular | Clero regular | Bautizados por sacerdote | Diáconos permanentes | Varones    | Mujeres    | Parroquias |
| ------------------------------------------------------------------------------- | -------------------- | --------- | -------------- | ---------- | ------------- | ------------- | ------------------------ | -------------------- | ---------- | ---------- | ---------- |
| 1950                                                                            | 1 000                | 1 140 000 | 87.7           | 59         | 53            | 6             | 16 949                   |                      | 6          | 40         | 31         |
| 1965                                                                            | 800 000              | 800 000   | 100.0          | 72         | 62            | 10            | 11 111                   |                      | 26         | 215        | 32         |
| 1970                                                                            | 750 000              | 800 000   | 93.8           | 58         | 51            | 7             | 12 931                   |                      | 11         |            | 32         |
| 1976                                                                            | 533 900              | 536 966   | 99.4           | 36         | 34            | 2             | 14 830                   |                      | 4          | 125        | 21         |
| 1980                                                                            | 496 000              | 606 000   | 81.8           | 34         | 32            | 2             | 14 588                   |                      | 2          | 162        | 21         |
| 1990                                                                            | 670 000              | 685 000   | 97.8           | 41         | 39            | 2             | 16 341                   |                      | 3          | 89         | 23         |
| 1998                                                                            | 712 344              | 818 293   | 87.1           | 43         | 40            | 3             | 16 566                   |                      | 4          | 91         | 26         |
| 1999                                                                            | 712 344              | 818 293   | 87.1           | 43         | 40            | 3             | 16 566                   |                      | 4          | 91         | 26         |
| 2001                                                                            | 723 856              | 843 004   | 85.9           | 47         | 41            | 6             | 15 401                   |                      | 16         | 100        | 28         |
| 2002                                                                            | 719 467              | 826 475   | 87.1           | 42         | 38            | 4             | 17 130                   |                      | 12         | 92         | 26         |
| 2003                                                                            | 719 481              | 863 713   | 83.3           | 50         | 44            | 6             | 14 389                   |                      | 10         | 104        | 26         |
| 2004                                                                            | 731 554              | 863 713   | 84.7           | 54         | 48            | 6             | 13 547                   |                      | 15         | 110        | 26         |
| 2010                                                                            | 777 000              | 917 000   | 84.7           | 61         | 57            | 4             | 12 737                   |                      | 15         | 102        | 37         |
| 2014                                                                            | 815 000              | 962 000   | 84.7           | 71         | 67            | 4             | 11 478                   |                      | 9          | 105        | 38         |
| 2017                                                                            | 835 860              | 986 445   | 84.7           | 76         | 71            | 5             | 10 998                   |                      | 5          | 121        | 40         |
| 2020                                                                            | 855 400              | 1 009 500 | 84.7           | 77         | 73            | 4             | 11 109                   |                      | 4          | 122        | 44         |
| Fuente: Catholic-Hierarchy, que a su vez toma los datos del Anuario Pontificio. |                      |           |                |            |               |               |                          |                      |            |            |            |

## Episcopologio
- José Tupinambá da Frota † (20 de enero[6] de 1916-6 de abril de 1923 nombrado obispo de Uberaba)
- José Tupinambá da Frota † (10 de marzo de 1924[7] -25 de septiembre de 1959[8] falleció) (por segunda vez)
- João José da Mota e Albuquerque † (28 de febrero de 1961-28 de abril de 1964 nombrado arzobispo de São Luís do Maranhão)
- Walfrido Teixeira Vieira † (6 de enero de 1965-18 de marzo de 1998 retirado)
- Aldo di Cillo Pagotto, S.S.S. † (18 de marzo de 1998 por sucesión-5 de mayo de 2004 nombrado arzobispo de Paraíba)
- Fernando Antônio Saburido, O.S.B. (18 de mayo de 2005-1 de julio de 2009 nombrado arzobispo de Olinda y Recife)
- Odelir José Magri, M.C.C.I. (11 de octubre de 2010-3 de diciembre de 2014 nombrado obispo de Chapecó)
- José Luiz Gomes de Vasconcelos, desde el 8 de julio de 2015